# Kostel svatého Petra a Pavla (Karlovy Vary)
Kostel svatého Petra a Pavla je pseudorománský kostel Církve československé husitské v Karlových Varech v Karlovarském kraji. Nachází se v lázeňském území na nábřeží při pravém břehu říčky Teplé asi 100 metrů východně od budovy Císařských lázní.
Od roku 1995 je kostel spolu s farou chráněn jako kulturní památka.

## Historie
Kostel byl postaven na popud německé luteránské církve na pozemku hraběnky Hermíny von Schaumburg-Lippe (1827–1910), rozené princezny Waldecko-Pyrmontské, která do Karlových Varů ráda jezdila, a proto parcelu věnovala na zřízení modlitebny pro nekatolické lázeňské hosty. Výstavbě předcházely drobné sbírky i značné finanční dary luteránských šlechticů léčících se v Karlových Varech. Patronát nad stavbou převzal hannoverský král Jiří V., který pobýval v lázních u Vřídla. Kostel byl vybudován v letech 1854–1856 v klasicistním stylu. Stavbu řídil architekt a stavitel Gustav Hein. Původní kostel neměl věž a podle luteránského zvyku byl nazýván modlitebnou. Byl zasvěcen pouze svatému Petrovi. Ke slavnostnímu vysvěcení došlo 1. července 1856 a první bohoslužba se konala na první Svatodušní svátek. Kostel si prohlédl pruský král Vilém IV., který přijel do Karlových Varů na léčení. Na jeho podnět byly postupně shromážděny finance na rozšíření kostela a výstavbu kostelní věže, které roku 1865 předcházela nutná regulace říčky Teplé. Stavba věže byla zahájena 13. června 1865 a 15. června 1866 se rozezněly z dokončené věže první zvuky zvonů. V letech 1864–1866 byl kostel rozšířen o hlavní průčelí a současně prodloužen o presbytář. Fasády byly rozčleněny pilastry s obloučkovým vlysem římsy v novorománském stylu. Provedena byla i přestavba vily hraběnky Schaumburg-Lippe na faru. V polovině 19. století získal kostel odpovídající vnitřní vybavení. Když 9. května 1893 zemřel kníže Adolf Georg Schaumburg-Lippe, konala se v kostele smuteční bohoslužba. O současnou, novorománskou podobu kostela se postaral lipský architekt Julius Zeissig úpravami z let 1893–1894; vypracoval projekt a dozoroval realizaci stavby. První bohoslužba po úpravách se sloužila 3. května 1894.
Kostelu se dodnes říká evangelický. Od roku 1952 jej užívá Církev československá, od roku 1971 nazývaná Církví československou husitskou. 

## Stavební podoba

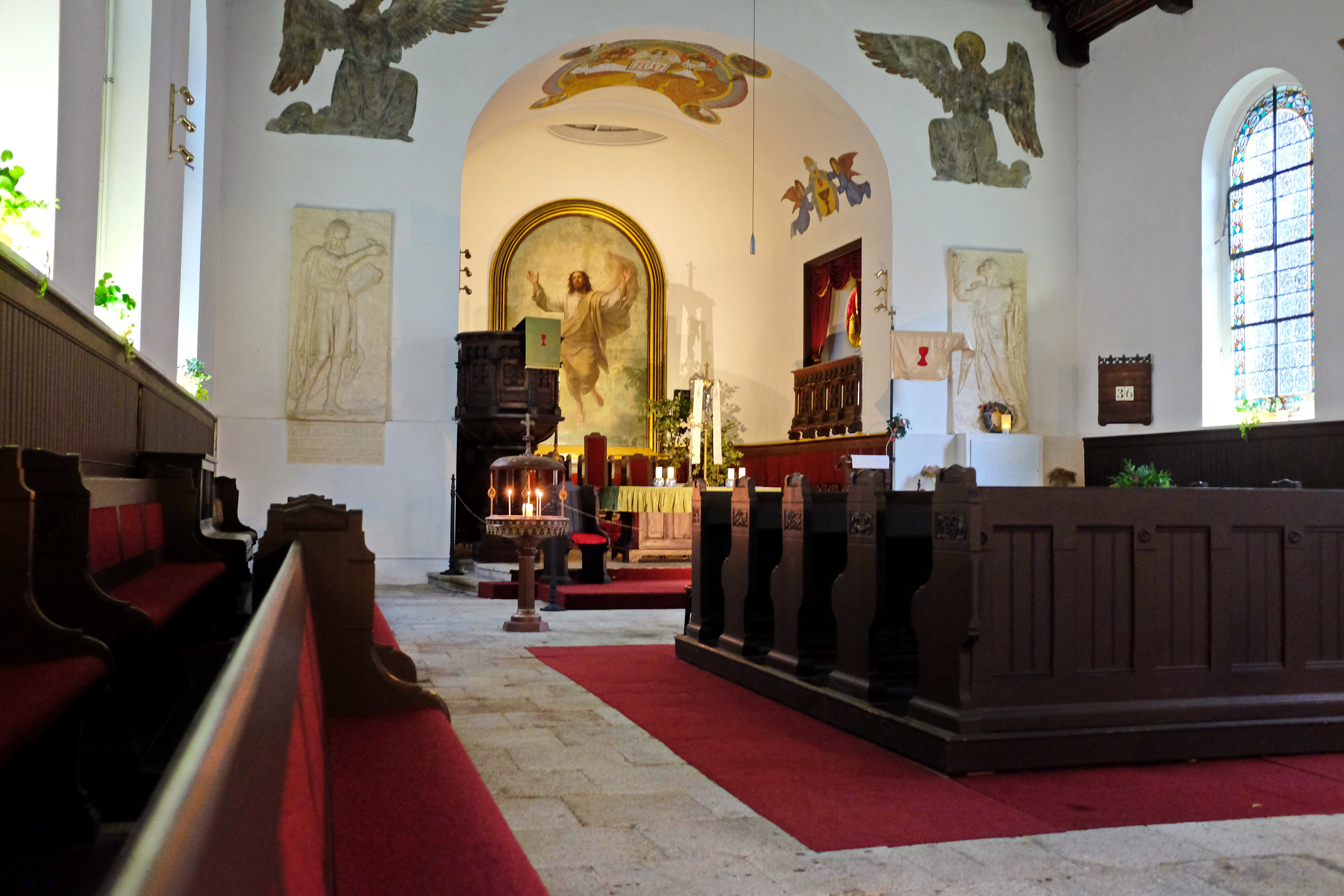
Interiér kostela

Původní kostel byl prostou halovou stavbou završenou jednoduchým tympanonem bez zdobných prvků. Současná podoba pochází z let 1893–1894, kdy došlo rozsáhlým úpravám. Jednolodní kostel není přesně orientovaný, osa probíhá ve směru severozápad–jihovýchod. V hlavním průčelí se nachází vystupující přístavba s nárožními hranolovými věžičkami. Nad průčelím se vypíná věž čtvercového půdorysu, která přiléhá k západní zdi lodi. V horní třetině výšky je věž osmiboká a nacházejí se zde hodiny a zvonice. Věž je završená jehlancovou střechou. Obdélná loď je poměrně dlouhá. V krajních dílech podélných fasád jsou ploché obdélné rizality. Loď prosvětluje pět párů obdélných, polokruhově zakončených oken. Presbytář s trojbokým závěrem je výrazněji užší a je částečně vtažený do hmoty lodi. Před hlavním průčelím je parkově upravené prostranství. Asi 30 metrů východně od kostela stojí fara, která je po sametové revoluci využívána jako pension s názvem Villa Basileia. Fara má stejný architektonický výraz jako kostel.

### Interiér

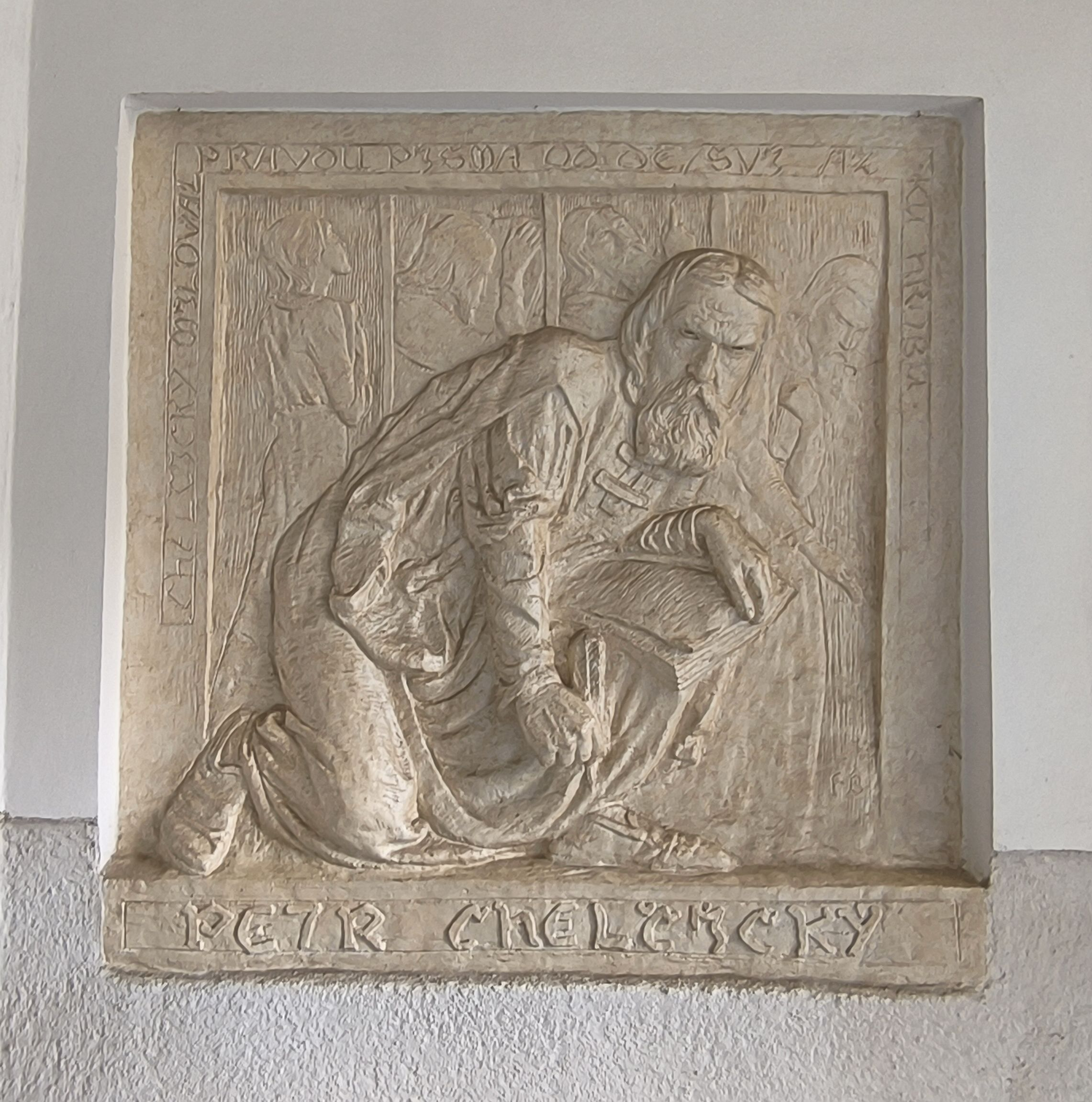
František Bílek: Petr Chelčický, reliéf v předsíni kostela

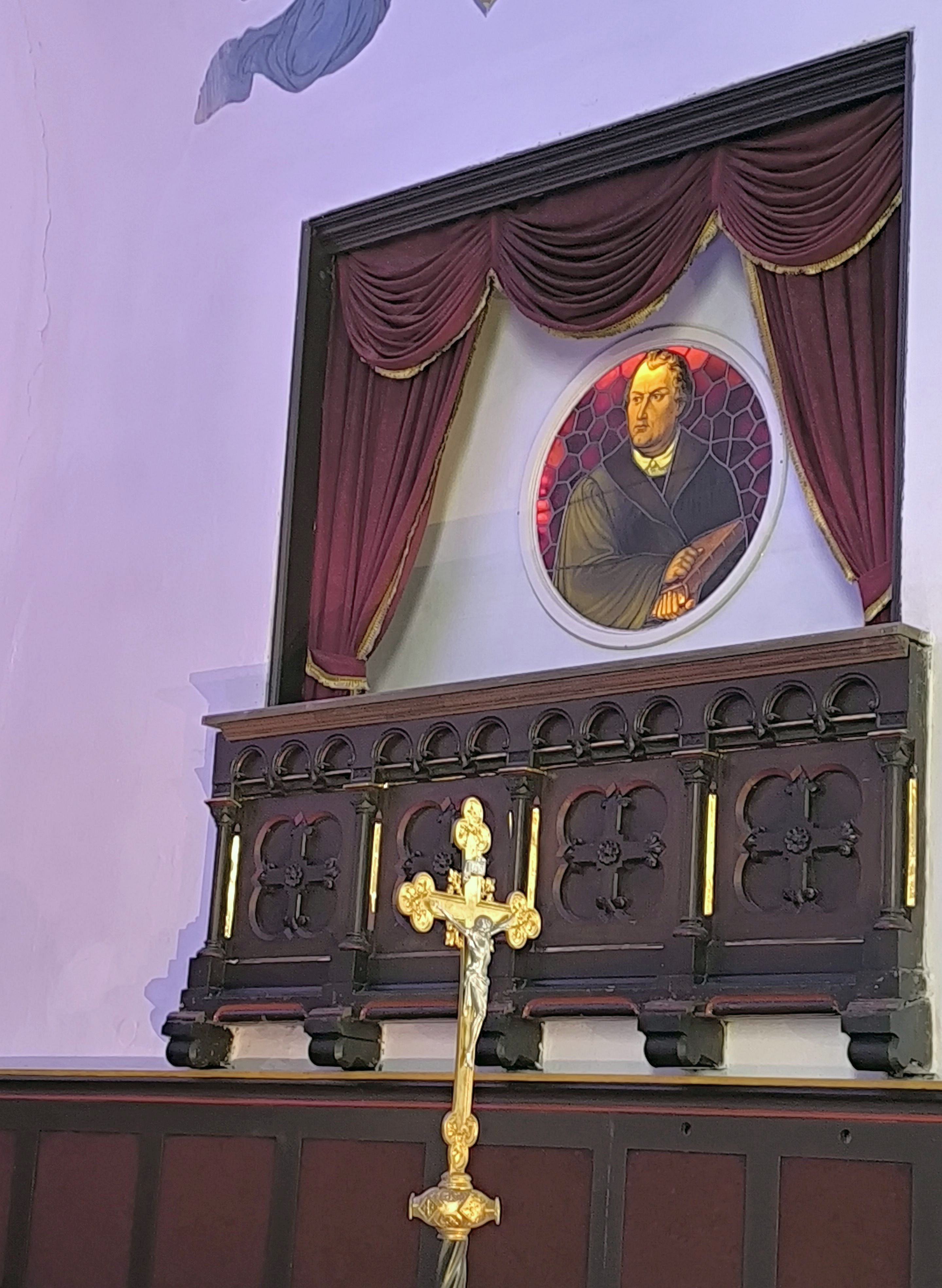
Oratoř s Martinem Lutherem v medailonu

Do kostela se vchází předsíní, ve které je na stěně vsazena  deska s poklekající postavou Petra Chelčického od Františka Bílka a bronzová busta ThDr. Karla Farského. Interiér je jednolodní, převážně zařízený dřevěnou architekturou.
Při úpravách kostela v letech 1893-1894 byl v lodi vynesen dřevěný kazetový strop lodi, postavena dřevěná novogotická poprseň oratoře a vyřezávaná dřevěná kruchta na trámech, nesená čtyřmi kamennými korintskými sloupy. 
Obraz na hlavním oltáři zhotovil  lipský malíř Emil Schulz a berlínský mistr Karl Steffeck, který je i autorem oltářního obrazu, jenž je kopií Raffaelova Proměnění Páně z Vatikánských muzeí. Pod ním je mramorové antependium s výjevem Kladení Krista do hrobu z roku 1862. Po stranách triumfálního oblouku byly v roce 1949  umístěny dva reliéfy: vlevo stojící postava Petra Chelčického s knihou a vpravo Jan Žižka, obě díla Františka Bílka.
Na jižní stěně visí kresebný portrét Jana Husa. 
Varhany na kruchtě pocházejí od firmy Jahn & Sohn z Drážďan z roku 1859.
Okenní sklomalby na severní a jižní stěně lodi pocházejí ze saské dvorní dílny C. L. Türcke v Žitavě. Skleněný medailon s portrétem Martina Luthera je vložen do oratoře hraběnky  Schaumburg-Lippe v jižní stěně presbytáře.
V kostele se kromě nedělních bohoslužeb pořádají varhanní koncerty.
Bývalá fara byla adaptována na pension pod názvem Villa Basileia.